# Jeter Downs
Jeter Downs (San Andrés, Colombia, 27 de julio de 1998) es un beisbolista colombiano que se desempeña como campocorto que actualmente pertenece a la organización de los Nacionales de Washington.

## Carrera en la MLB

### Rojos de Cincinnati (ligas menores)
Fue firmado por los Rojos de Cincinnati el 19 de junio de 2017 tras haber sido seleccionado en el draft de ese mismo año.
Estuvo jugando en las menores para la temporada 2017 y 2018 en las ligas Rookie y Clase A
El 21 de diciembre de 2018 fue enviado a los Dodgers de Los Ángeles junto a Homer Bailey y Josiah Gray por los peloteros Yasiel Puig, Alex Wood, Matt Kemp y Kyle Farmer. Al momento del traspaso era catalogado como el séptimo prospecto en toda la organización de Cincinnati.

### Dodgers de Los Angeles (ligas menores)
En Ligas Menores con la organización californiana tuvo una destacada actuación en el 2019, estando en Clase A Avanzada y Doble A conectó 24 cuadrangulares con 86 carreras impulsadas y 92 anotadas con un promedio .276 durante todo ese año.
En un traspaso que llenó las primeras planas, Mookie Betts de los Medias Rojas de Boston junto a David Price fueron enviados a Dodgers de Los Angeles donde incluyeron a Downs junto a Alex Verdugo y Connor Wong para la organización bostoniana.
Downs era el tercer mejor prospecto para la organización de los Dodgers al momento del traspaso.

### Medias Rojas de Boston
En el 2020 debido a la pandemia del Covid-19 se reduce la temporada a solo 60 juegos, por tal motivo no se jugó temporada en Ligas Menores, se les permitió a los equipos ampliar el roster a 60 peloteros que estarían en un campamento alternativo. Jeter Downs permaneció toda la temporada en este sitio alterno.
Jeter hizo parte de los entrenamientos primaverales para la temporada 2021 con Boston sin embargo no fue incluido en el roster de 26 para el inicio de la misma.
El 20 de junio de 2022 recibe el llamado para integrar el equipo principal de Boston, con la filial en Triple A, Jeter conectó 11 cuadrangulares con 21 impulsadas en ese momento.
Su debut fue el 22 de junio como tercera base ante los Tigres de Detroit, en el juego no conectó hits en cuatro turnos al bate. El 17 de julio, en la serie frente a los New York Yankees, conectó su primer jonrón en Grandes Ligas. El batazo envió la bola a 363 pies por el jardín izquierdo del Yankee Stadium, contra el as de la rotación, Gerrit Cole, que había dominado las dos primeras entradas.

### Nacionales de Washington
El 22 de diciembre del 2022 por medio de sus redes sociales, los Nacionales anunciaron que se lo habían pedido a los Medias Rojas debido a que fue puesto en asignación para abrirle cupo al japonés Masataka Yoshida.
Nacionales suben a Jeter al equipo principal el 11 de abril de 2023.

### Yankees de Nueva York (ligas menores)
Yankees seleccionan a Jeter de lista waivers.Jeter es liberado por los Yankees el 30 de julio de 2024.

## Números usados en las Grandes Ligas
- 20 Boston Red Sox (2022)
- 3 Washington Nationals (2023)

## Estadísticas de bateo en Grandes Ligas
| Año   | Equipo               | Liga | Juegos | VB | C | Hits | HR | CI | BA   |
| ----- | -------------------- | ---- | ------ | -- | - | ---- | -- | -- | ---- |
| 2022  | Boston Red Sox       | AL   | 14     | 39 | 4 | 6    | 1  | 4  | .154 |
| 2023  | Washington Nationals | NL   | 6      | 5  | 4 | 2    | 0  | 1  | .400 |
| TOTAL |                      |      | 20     | 44 | 8 | 8    | 1  | 5  | .182 |

## Otras ligas
Jeter es firmado por Fukuoka Softbank Hawks de la liga japonesa tras ser liberado por los Yankees.
| Equipo                 | Liga                                         | País                   | Temporada |
| ---------------------- | -------------------------------------------- | ---------------------- | --------- |
| Indios de Mayagüez     | Liga de Béisbol Profesional Roberto Clemente | Bandera de Puerto Rico | 2022-23   |
| Fukuoka Softbank Hawks | Liga Japonesa de Béisbol Profesional         | Bandera de Japón       | 2024      |

## Vida personal
Jerry Downs hermano de Jeter perteneció a los Medias Rojas de Boston.
Su nombre es homenaje al estelar campocorto Derek Jeter exjugador de los Yankees de Nueva York.